# John McDermott
John McDermott (1956. november 1. –) ír nemzetközi labdarúgó-játékvezető.

## Pályafutása

### Nemzetközi játékvezetés
Az Ír labdarúgó-szövetség Játékvezető Bizottsága (JB) 1996-ban terjesztette fel nemzetközi játékvezetőnek, a Nemzetközi Labdarúgó-szövetség (FIFA) bíróinak keretébe. Több nemzetek közötti válogatott és klubmérkőzést vezetett. Az ír nemzetközi játékvezetők rangsorában, a világbajnokság-Európa-bajnokság sorrendjében többedmagával a 4. helyet foglalja el 4 találkozó szolgálatával. Az aktív nemzetközi játékvezetéstől 2002-ben a FIFA 45 éves korhatárát elérve búcsúzott. Válogatott mérkőzéseinek száma: 5.

#### Világbajnokság
A világbajnoki döntőhöz vezető úton Franciaországba a XVI., az 1998-as labdarúgó-világbajnokságra és Dél-Koreába és Japánba a XVII., a 2002-es labdarúgó-világbajnokságra a FIFA JB bíróként alkalmazta.

##### 1998-as labdarúgó-világbajnokság
| Időpont           | Helyszín                            | Mérkőzés típusa           | Mérkőzés        | Eredmény | Nézők száma |
| ----------------- | ----------------------------------- | ------------------------- | --------------- | -------- | ----------- |
| 1997. március 29. | Nuevo los Cármenes Stadion, Granada | előselejtező (9. csoport) | Albánia–Ukrajna | 0 : 1    | 9 395       |

##### 2002-es labdarúgó-világbajnokság
| Időpont          | Helyszín               | Mérkőzés típusa           | Mérkőzés                          | Eredmény | Nézők száma |
| ---------------- | ---------------------- | ------------------------- | --------------------------------- | -------- | ----------- |
| 2001. június 6.  | Skonto Stadion, Riga   | előselejtező (6. csoport) | Lettország–Horvátország           | 0 : 1    | 4 000       |
| 2001. október 7. | Bilino Stadion, Zenica | előselejtező (7. csoport) | Bosznia-Hercegovina–Liechtenstein | 5 : 0    | 6 000       |

##### Európa-bajnokság
Az európai-labdarúgó torna döntőjéhez vezető úton Belgiumba és Hollandiába a XI., a 2000-es labdarúgó-Európa-bajnokságra az UEFA JB játékvezetőként foglalkoztatta.
| Időpont            | Helyszín                     | Mérkőzés típusa           | Mérkőzés          | Eredmény | Nézők száma |
| ------------------ | ---------------------------- | ------------------------- | ----------------- | -------- | ----------- |
| 1998. november 18. | Olimpiai Stadion, Serravalle | előselejtező (6. csoport) | San Marino–Ciprus | 0 : 1    | 600         |